# Benz Victoria
Benz Victoria — четырёхколёсный автомобиль каретного типа, разработанный немецким инженером Карлом Бенцем в 1893 году. Заменил предыдущую разработку конструктора, трицикл «Benz Patent-Motorwagen». Автомобиль получил коммерческий успех и выпускался вплоть до 1900 года.

## История

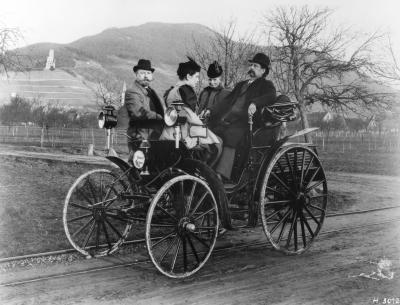
Карл и Берта Бенц, их дочь Клара и Фритц Хелд на «Benz Victoria» во время поездки в 1894 году

Во время разработки первого автомобиля в 1885 году инженер Карл Бенц испытывал трудности с организацией рулевого управления транспортным средством. Данный вопрос был разрешён в начале 1890-х годов. Конструкция эффективного рулевого управления с осью была запатентована (DRP 73151 от 28 февраля 1893 года), что проложило дорогу для создания четырёхколёсных транспортных средств. Тогда же Бенц представил две новые модели: «Benz Velo» и «Victoria». Последняя была предложена покупателям в двух вариантах кузова: открытый двухместный и четырёхместный «Vis-à-Vis» с фронтальными скамьями для сидений (пассажиры сидели друг напротив друга). Оба варианта оснащались горизонтально установленным одноцилиндровым двигателем внутреннего сгорания с вертикальным маховиком.
Развитие модельного ряда серии и выпуск новых автомобилей производился непрерывно вплоть до конца производства в 1900 году.